# Ichneumon leucacanthus
Ichneumon leucacanthus là một loài tò vò trong họ Ichneumonidae.